# Abbaye de Bourras
L’abbaye de Bourras, de Bourads ou de Bouras, est une ancienne abbaye cistercienne située à Saint-Malo-en-Donziois près de Châteauneuf-Val-de-Bargis, dans la Nièvre.

## Histoire

Blason de l'abbaye.

### Fondation
L'abbaye est officiellement fondée le 8 septembre 1119 par Hugues de Thil, seigneur de Champlemy, et sa femme Alix de Montenoison. Cette famille souhaite se faire ensevelir en un lieu où des moines peuvent prier pour leurs âmes. Bourras est érigée en abbaye cistercienne, première fille de l'abbaye de Pontigny, à l'époque où l'ordre cistercien commence à peine son immense expansion.
L'abbaye est dans la seigneurie de Châteauneuf-Val-de-Bargis. Hugues de Montaigu, évêque d'Auxerre 1115-1136, est particulièrement attentif aux besoins de cette abbaye fondée sous son épiscopat - notamment pour les soins des malades.

### Vie de l'abbaye
En 1124 Hugues le Manceau fait à l'abbaye plusieurs dons : des biens qu'il possède à Chevigny, hameau de la paroisse d'Etests, et le droit d'usage de la forêt entre Champui et Saint-Fargeau (hors les fortifications qu'il a construites pour défendre cette terre).
En 1175 Bourads achète la métairie de Cheus pour 70 livres d'Auxerre. L'année suivante (en 1176), la comtesse Mathilde de Bourgogne exempte les religieux du droit de cens qu'ils lui doivent.
En 1234 le comte Guy confirme le don que son épouse Mathilde de Courtenay a fait à l'abbaye, d'une rente prise sur les festages de Clamecy,.
À la fin du XIIe siècle le comte Pierre de Courtenay permet aux moines de Bourads de commencer les vendanges un jour avant les autres récoltants, et de proclamer en son nom le ban des vendanges.
Erard de Lesignes, évêque d'Auxerre 1271-1278, accorde aux moines de Bourads une exemption due aux évêques d'Auxerre sur la dîme du vin qu'ils récoltent à Varzy.
Vera avril 1383 les moines de Bourads s'adressent à  Ferric Cassinel évêque d'Auxerre 1382-1390, pour des lettres d'amortissement au sujet d'un domaine qu'ils possèdent sur son territoire à Varzy.
Il y avait à Auxerre une impasse Bourads dans le quartier Saint-Pierre, qui laisse supposer que l'abbaye a eu une maison dans cette rue. Le nom apparaît en 1549, au sujet d'une maison (non définie) pour laquelle l'abbaye Saint-Germain d'Auxerre percevait des censives. Mais un nom plus ancien apparaît dans un acte de 1644 : la rue de Boumas, « , autrement de Villiers ». Au XIVe siècle se trouvait au fond de cette impasse l'eschif (poste de guet) de Bouras, plus tard transformé en tour - l'impasse finissait au mur intérieur des anciens remparts de la ville. Des boulets en pierre y ont été trouvés, visibles au musée d'Auxerre.

### Premières destructions et fermeture
En 1570, durant les guerres de Religion, l'abbaye est incendiée par les lansquenets de Wolfgang de Bavière.
En 1708, deux moines érudits de la congrégation de Saint-Maur, dom Martène et dom Durand, en quête de matériaux pour le Gallia Christiana, dressent un portrait peu flatteur de l'abbaye, qui ne compte alors plus qu'un seul religieux,.
À la veille de la Révolution, ce nombre est remonté à trois, dont un nommé Étienne Froment (ou Fromont). La Révolution française ferme définitivement l'abbaye.

## Filiation et possessions
Bourras est fille de l'Abbaye de Pontigny et mère ce celle de Chalivoy.

### Dépendances de l'abbaye
- 1743 : domaine du Pont, Châteauneuf-Val-de-Bargis[17].
- 1743 : domaine de la Rolande, Châteauneuf-Val-de-Bargis[18].
- 1748 : domaine de la Bergerie, Saint-Malo-en-Donziois[19].
- 1753 : domaine des Satiats, Saint-Malo-en-Donziois[20].

## Liste des abbés

### Abbés réguliers
- Geoffroy (1120)
- Pierre Ier (1146)
- Humbert (1156)
- Guillaume (1170 ou avant[n 2]-après 1175[n 3])
- Godefroy (après 1175)
- Gérard (1184)
- Guy
- Pierre II
- Willemus (1206)
- Bernard (1227)
- Pierre III (1238)
- Guy (1252)
- Bernard (1269)
- Godefroy (1302)
- Josserand (1303)
- Étienne (1309)
- Jean Ier (1339)
- Robert (1373)
- Guillaume III
- Jean II (1409)
- Robert II (1414)
- Gasterius (1440)
- Robert de Varzy (1452)
- Hugues (1456)
- Jacques de la Roche (1478)
- Jean de la Roche (1484)
- Louis de la Roche (1514)
- Simon de la Roche (1515)
- Simon II (1516)
- Guillaume (Noël ?) Bourgoing ( 1536), sgr de Planchevienne et de la Douée, doct. en droit canon et civil
- François de Mailly (1547)[22]

### Abbés commendataires
- Jean III de Clèves (1561)
- Louis II de Clèves (1569)
- Albert de Lénoncourt du Belis (1602)
- Jean IV de Clèves (1605)
- Nicolas de Lénoncourt
- de la Madeleine de Ragny (1614)
- Henri du Bellier
- de la Madeleine de Ragny (1623)
- Jean V du Bourg (1630)
- Antoine des Edouards (1632)
- Jean de Beaujeu (1655)
- Le Clerc de Lesseville (1656)
- Claude Auvry, évêque de Coutances (1656)
- Nicolas de Lesseville (1662)
- Le Clerc de Lesseville (1710)
- N. de Tiragneau (1712)
- François Marie (1743, 1746), prieur dudit Bouras[23]
- Pierre Langlois de la Fortelle (1748)[24]
- de Chauvigny de Blot (1750)
- de Rochefort d’Ailly de Saint-Vidal (1760)
- de Granderats (1790)[22]